# Кубшиц
Кубшиц или Кубшице (њем. Kubschütz, глсрп. Kubšicy) општина је у њемачкој савезној држави Саксонија. Једно је од 63 општинска средишта округа Бауцен. Према процјени из 2010. у општини је живјело 2.835 становника. Посједује регионалну шифру (AGS) 14625290.

## Географски и демографски подаци
Кубшиц се налази у савезној држави Саксонија у округу Бауцен. Општина се налази на надморској висини од 205 метара. Површина општине износи 43,5 km². У самом мјесту је, према процјени из 2010. године, живјело 2.835 становника. Просјечна густина становништва износи 65 становника/km².